# ミールザー・イスマーイール

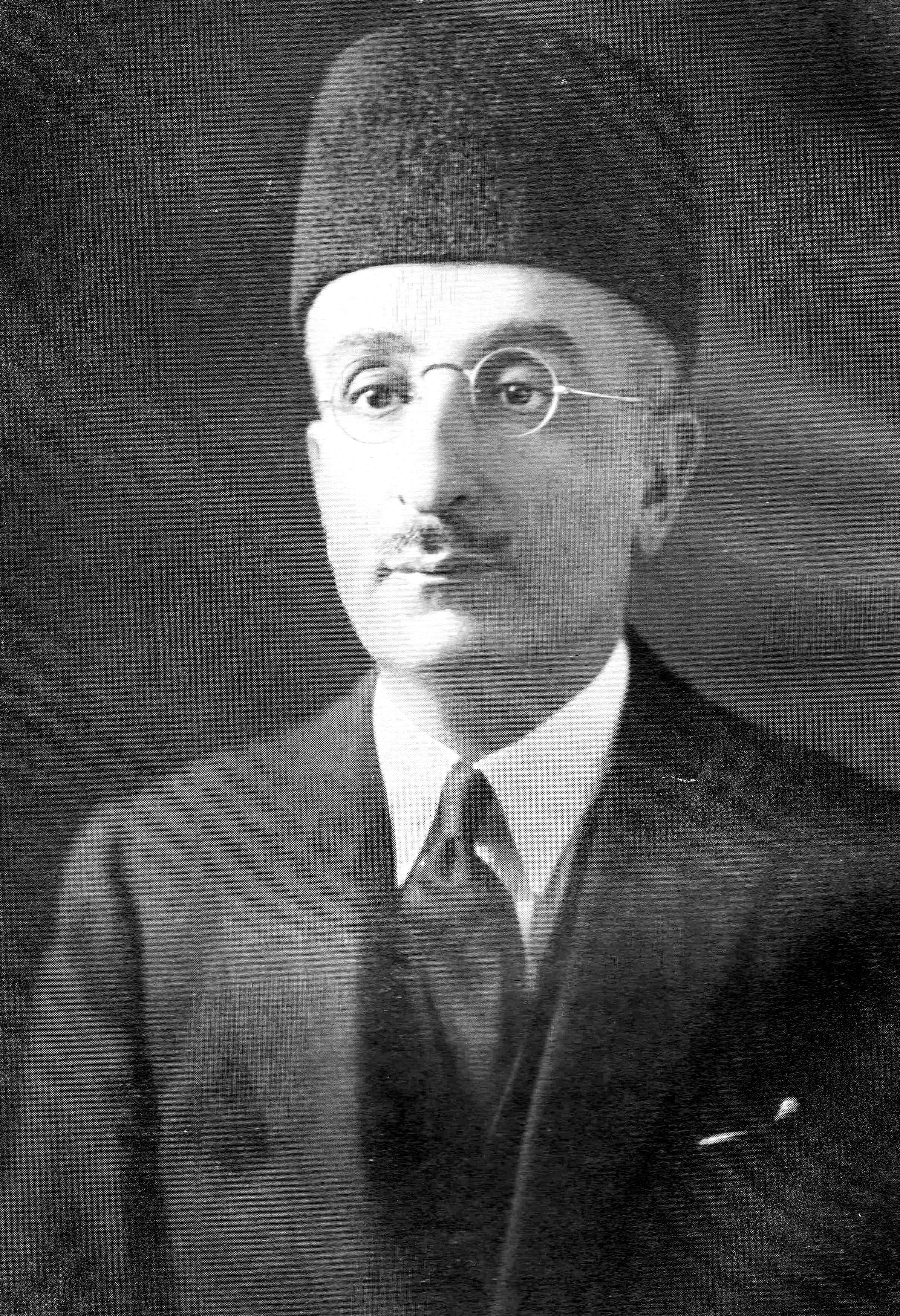
ミールザー・イスマーイール

ミールザー・ムハンマド・イスマーイール（カンナダ語：ಸರ್ ಮಿರ್ಜಾ ಇಸ್ಮಾಯಿಲ್, Mirza Muhammad Ismail, 1883年10月24日 - 1959年1月8日）は、南インド、マイソール藩王国の大臣（ディーワーン）。ジャイプル藩王国、ニザーム藩王国の大臣をも務めた。

## 生涯

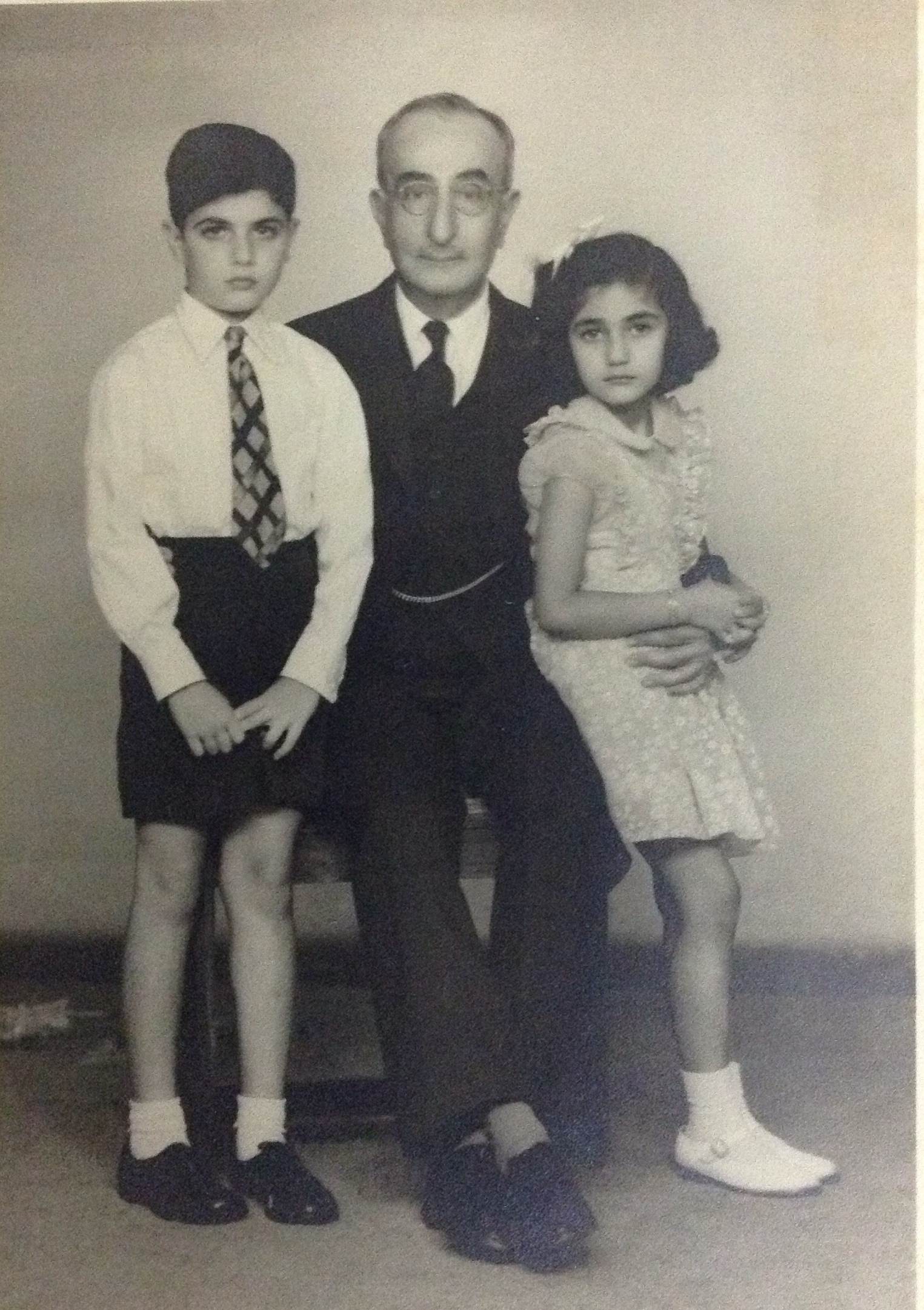
ミールザー・イスマーイール。長男ミールザー・マフムードおよび娘ともに。

1883年10月24日、バンガロールで誕生した。
1926年から1941年まで、マイソール藩王国の大臣を務めた
1942年から1946年まで、ジャイプル藩王国の大臣を務めた
1946年から1947年まで、ニザーム藩王国の大臣を務めた。
1959年1月8日、バンガロールで死亡した。